# Rajdowy Puchar Pokoju i Przyjaźni 1974
Rajdowy Puchar Pokoju i Przyjaźni 1974 kolejny sezon serii rajdowej Rajdowego Pucharu Pokoju i Przyjaźni (CoPaF) rozgrywanej w krajach socjalistycznych w roku 1974. Sezon ten składał się z sześciu rajdów i rozpoczął się 13 marca, a zakończył 23 września, zwycięzcą został Polak Maciej Stawowiak, zespołowo wygrała drużyna Bułgaria. 

## Kalendarz[1]
| Runda | Data           | Nazwa rajdu          | Baza rajdu         | Nawierzchnia | Zwycięzca        | Wyniki |
| ----- | -------------- | -------------------- | ------------------ | ------------ | ---------------- | ------ |
| 1     | 19-22 marca    | 14. Rajd Pneumant    | Berlin             | Mieszana     | Horst Niebergall | Wyniki |
| 2     | 20-23 czerwca  | 5. Rajd Złote Piaski |                    | Mieszana     | Attila Ferjáncz  | Wyniki |
| 3     | 12-14 lipca    | 34. Rajd Polski      | Kraków             | Mieszana     | Błażej Krupa     | Wyniki |
| 4     | 2-4 sierpnia   | 10. Rajd Dunaju      | Budapest-Bukareszt | Mieszana     | Dorin Motoc      | Wyniki |
| 5     | 30-31 sierpnia | 13. Rajd Taurus      | Nyíregyháza        | Mieszana     | Vladimír Hubáček | Wyniki |
| 6     | 19-23 września | 6. Rajd Tatr         | Poprad             | Asfalt       | Vladimír Hubáček | Wyniki |

1. ↑  Zwycięzcą klasyfikacji generalnej 34. Rajdu Polski był Austriak Klaus Russling, Błażej Krupa w klasyfikacji generalnej zajął drugie miejsce, a wygrał klasyfikację CoPaF
2. ↑  Zwycięzcą klasyfikacji generalnej 10. Rajdu Dunaju był Niemiec Walter Röhrl, Dorin Motoc w klasyfikacji generalnej zajął drugie miejsce, a wygrał klasyfikację CoPaF
3. ↑  Zwycięzcą klasyfikacji generalnej 13. Rajd Taurus był Austriak Franz Wittmann sen., Vladimír Hubáček w klasyfikacji generalnej zajął trzecie miejsce, a wygrał klasyfikację CoPaF

## Klasyfikacja kierowców[1]
| Miejsce | Kierowca             | PNE | BUL | POL | DUN | TAU | TAT | Pkt |
| ------- | -------------------- | --- | --- | --- | --- | --- | --- | --- |
| 1       | Maciej Stawowiak     | 4   | 5   | 4   | 3   | 2   | NU  | 111 |
| 2       | Yordan Toplodolski   | NU  | NU  | 7   | 2   | 6   | 9   | 80  |
| 3       | Ilija Czubrikow      | NU  | 2   | 2   | -   | NU  | 2   | 72  |
| 4       | Horst Niebergall     | 1   | -   | 8   | -   | -   | NU  | 60  |
| 5       | Egon Culmbacher      | 3   | 12  | 10  | -   | -   | NU  | 52  |
| 6       | Vladimír Hubáček     | -   | -   | -   | -   | 1   | 1   | 50  |
| 7       | Marin Velev          | -   | 7   | NU  | -   | 11  | 13  | 49  |
| 8       | Radoslav Petkov      | 49  | 11  | 19  | -   | 23  | 4   | 47  |
| 9       | Attila Ferjáncz      | -   | 1   | 5   | -   | NU  | -   | 46  |
| 10      | Krzysztof Komornicki | -   | NU  | 3   | -   | 3   | -   | 46  |

## Klasyfikacja zespołowa[2]
| Miejsce | Zespół   | Punkty |
| ------- | -------- | ------ |
| 1       | Bułgaria |        |